# 보령컨슈머헬스케어
보령컨슈머헬스케어(Boryung Consumer)은 제약업을 중심으로 제조업과 유통업을 아우르는 대한민국의 보령홀딩스 계열사이며. 또한, 보령컨슈머의 대표 제품으로는 겔포스와 용각산 등이 있다.

## 역사
- 2004년 12월 보령제약이 일반의약품판매부문을 신설
- 2020년 1월 보령제약이 완전 자동화 생산시설인 예산캠퍼스 가동
- 2020년 9월 보령제약에 일반의약품판매부문을 분사하여 보령컨슈머헬스케어로 분할 설립하였다.

## 판매 제품
일반의약품
- 겔포스 (겔포스엠, 겔포스엘) (제조원 : ㈜보령)
- 용각산 (일본 용각산과 라이센스 제휴 생산)
- 엑쎈콜
- 쎈비백
- 징키스틴
- 로토 점안액 (일본 로토제약과 라이센스 제휴 판매)
- 보령뮤코미스트

의약의품/의료기기
- 듀오덤
- 5Why
- 맨담 서포트
- 아쿠아러브콘돔
- 센스틱 얼리
- 보령 A&D

화장품
- 트란시노
- 라팡트
- 솔박티나
- 맨디닥스

건강기능식품
- RX TEA
- BRing (제조원 : ㈜한국씨엔에스팜, ㈜서흥, 코스맥스바이오㈜, ㈜메디오젠 충주공장)
- 센스비타씨

기타제품
- 목사랑 캔디 (일본 용각산과 라이센스 제휴 판매)
- 엑스솔루션

## 판매 중단제품
- 오렌지 아스피린
- 바파린
- 헤파리겐
- 바파린콜드
- 아데나C
- 보령총명탕액
- 델마크닌 연고
- 리카에이 크림
- 다이어트 이야기
- 보령다이어트
- 베지칼슘
- 사론시프
- 구심